# Doppelkastenschlüssel
Der Doppelkastenschlüssel (auch Doppelkassettenschlüssel, engl. Two-square cipher oder double Playfair) war ein während des Zweiten Weltkriegs von der deutschen Wehrmacht in der Zeit zwischen 1941 und 1944 eingesetztes Handschlüsselverfahren.

## Geschichte
Der Doppelkastenschlüssel basiert auf dem im Jahr 1854 von Sir Charles Wheatstone erfundenen Playfair-Verfahren, das zur Verschlüsselung und Entschlüsselung die Großbuchstaben des lateinischen Alphabets in einer quadratischen Matrix zu 5 × 5 Buchstaben anordnet, dem „Schlüsselquadrat“. Da dies nur 25 Plätze bietet, es aber 26 Großbuchstaben (ohne Umlaute) gibt, wurde der Buchstabe J weggelassen und im Bedarfsfall durch I oder II ersetzt. Bereits im Krimkrieg (1853–1856) wurde dieses Verfahren von den Briten eingesetzt und im Ersten Weltkrieg von beiden Seiten, den Briten und den Deutschen, verwendet und gegenseitig gebrochen. Zur Steigerung der kryptographischen Sicherheit erweiterten die deutschen Stellen im Zweiten Weltkrieg das Verfahren von einem einzigen auf zwei Schlüsselquadrate. Damit wird die kombinatorische Komplexität des Verfahrens und der Schlüsselraum erheblich vergrößert. Die Schlüssellänge wird nahezu verdoppelt, was zu einer verbesserten Sicherheit beiträgt. Im Gegensatz zum „klassischen“ Playfair-Verfahren, das zumeist ein Kennwort zur Erzeugung des Schlüsselquadrats benutzt und die restlichen Buchstaben in alphabetischer Reihenfolge auffüllt – mit dem kryptographischen Nachteil, dass es häufig auf WXYZ endet – wurden beim Doppelkastenschlüssel stets völlig unregelmäßig aufgefüllte „Kästen“ (Schlüsselquadrate) genutzt, die täglich, zuweilen sogar im Dreistunden-Rhythmus gewechselt wurden. Auch dies trug zur kryptographischen Stärkung bei.

## Verfahren
Bei der Verschlüsselungsmethode handelt es sich prinzipiell um eine monoalphabetische bigraphische bipartite Substitution. Das heißt, der zu verschlüsselnde Klartext wird in Bigramme zerlegt, die einzeln durch Geheim-Bigramme ersetzt werden. Dazu wird der erste Buchstabe eines Bigramms im ersten (linken) Kasten gesucht und der zweite Buchstabe eines Bigramms im zweiten (rechten) Kasten. Dabei sind zwei mögliche Fälle zu unterscheiden.
Erstens, beide Buchstaben liegen in derselben Zeile. Dann wird das Geheimbigramm durch die beiden jeweils rechts neben den Klarbuchstaben liegenden Buchstaben gebildet (Verschiebeschritt). Zweitens, beide Buchstaben liegen in unterschiedlichen Zeilen. Dann wird gedanklich ein Rechteck gebildet, in dessen zwei Ecken die beiden Klarbuchstaben liegen und in dessen zwei restlichen Ecken die Geheimbuchstaben abgelesen werden (Überkreuzschritt).
Es gab Variationen dieser Verschlüsselungsvorschrift in der Form der Reihenfolge des Ablesens der beiden Geheimbuchstaben. Zumeist wurde der erste Geheimbuchstabe im rechten Kasten und der zweite im linken Kasten abgelesen. Auch eine Kaskadierung des beschriebenen Verschlüsselungsschrittes wird beschrieben. Die beiden Ergebnisbuchstaben wurden dann als Zwischenergebnis aufgefasst und nach derselben Verfahrensvorschrift ein zweites Mal verschlüsselt.
Üblich war es, zusätzlich eine Seriation des Klartextes vorzunehmen. Dazu wurde er in Zeilen von (beispielsweise) 21 Buchstaben geschrieben und anschließend nicht die in einer Zeile benachbarten Buchstaben verschlüsselt, sondern die in zwei Zeilen senkrecht untereinanderstehenden Buchstaben.

## Beispiel
Ausgehend von zwei „zufälligen“ Schlüsselkästen, die allen Teilnehmern eines Schlüsselnetzes täglich neu vorgelegt wurden, soll der folgende Klartext verschlüsselt werden: Dies ist nur ein Beispieltext und er dient hier in unserer Wikipedia zur Illustration des Doppelkastenschlüsselverfahrens. Der Text besteht nach Ersetzung des Umlauts ü durch ue aus 107 Buchstaben. Für das bigraphische Verfahren wird eine gerade Buchstabenanzahl benötigt, was durch Anhängen eines X am Schluss leicht erreicht werden kann. Der so zur Verschlüsselung vorbereitete Klartext wird (ohne Wortzwischenräume) in eine gerade Anzahl von Zeilen mit jeweils 21 Buchstaben geschrieben und bei den letzten beiden Zeilen so, dass diese gleich lang sind, also:
Klartext:
```
DIESISTNUREINBEISPIEL
TEXTUNDERDIENTHIERINU
NSERERWIKIPEDIAZURILL
USTRATIONDESDOPPELKAS
TENSCHLUESSE
LVERFAHRENSX
```

Schlüsselkästen:
```
OSQWD   BRYME
EPKUZ   OHCGL
FCGLM   TAQZF
IRHTN   SUWDP
AXBVY   XNIVK
```

Beginnend mit dem ersten Bigramm DT (den beiden in der ersten Spalte in den beiden ersten Zeilen direkt untereinanderliegenden Buchstaben) wird nun der Klartext verschlüsselt. Als weitere Klarbigramme folgen IE, EX, ST, IU und so weiter. Jeweils wird der erste Buchstabe eines Bigramms, wie D für das erste, im linken Kasten, und der zweite Buchstabe, hier T, im rechten Kasten gesucht und nach dem oben erläuterten Verfahren verschlüsselt. Aus DT wird so BM (Überkreuzschritt). Aus IE wird PO, aus EX wird OA, aus ST wird BC (ebenfalls Überkreuzschritte). Beim fünften Bigramm IU tritt hier erstmals ein Verschiebeschritt auf und es wird so zu WR. Insgesamt erhält man den folgenden Geheimtext, der üblicherweise im Morsecode als Fünfergruppen per Funk übertragen wurde.
Geheimtext:
```
BMPOO ABCWR RXPNP DHWPH
CAPOU YXGCP WABQH SWAHA
ATWIB ROFUS HFSCY VSEHB
PRLSO IMNSE KILNL WPPPA
QMTTP UGAPD YQTGU GAUHW
LORXB ROA
```

Der Empfänger dieser Geheimnachricht schreibt den Text in Doppelzeilen von jeweils 21 Buchstaben Länge abwechselnd in die obere und untere Zeile und macht so die Seriation rückgängig. Danach benutzt er die auch ihm vorliegenden beiden Schlüsselkästen und entschlüsselt unter Umkehrung der Verfahrensschritte. Nach Entschlüsselung ergibt sich der ursprüngliche Klartext: diesistnureinbeispieltextunderdienthierinunsererwikipediazurillustrationdesdoppelkastenschluesselverfahrensx.